# Deutsch Anita
Deutsch Anita (Budapest, 1974. augusztus 11. –) magyar színésznő. Bátyja: Deutsch Tamás úszó.

## Életpályája
Az általános iskola elvégzése után a II. Rákóczi Ferenc Gimnáziumban tanult. Számos vers- és prózamondó versenyen vett részt. Nyelvvizsgát tett latinból. Ötször jelentkezett a Színművészeti Főiskolára sikertelenül. Eközben elvégezte Gór Nagy Mária Színitanodáját és a Színészkamarától kapta meg a színészi diplomáját. Már ekkor sokat szerepelt sorozatokban, filmekben és reklámfilmekben. Modellként és műsorvezetőként is dolgozott. A Győri Nemzeti Színházhoz szerződött. Ezután a Barátok közt című sorozatban vált ismertté.

## Családja
Férje Kinizsi Ottó, aki szintén a Barátok közt állandó szereplője volt és a forgatások során ismerkedtek össze. A pár 2004 nyarán kötött házasságot. Két lányuk született: Emma (2005) és Hanni (2010).

## Színházi szerepei
- Oscar Wilde: Bunbury, avagy a határozott lét fontossága....Cecily
- Galt MacDermot: Hair....Peggy
- Csehov: Három nővér....Irina
- Marc Camoletti: Boeing Boeing – Leszállás Párizsban....Janet
- Szántó Armand - Szécsén Mihály - Fényes Szabolcs: Paprikás csirke....Lilian
- Barta Lajos: Szerelem....Böske

## Filmjei, televíziós sorozatai
- Hazatalálsz (2023–2024)
- Jóban Rosszban (2021–2022)
- Barátok közt (2001–2008, epizódszerepek: 2010, 2011, 2012, 2013, 2014, 2015, 2016, 2018)
- Pizzás (2001)
- Kémjátszma (2001)
- A bukás(wd) (The Fall) (1999)
- Kalózok (1999)
- Presszó (1998)
- Szomszédok (1994–1996)
- Kisváros (1994–1996) Gabi
- Családi nyár (1995)